# Elena Diego
María Elena Diego Castellanos (Salamanca, 19 de septiembre de 1972) es una política española del Partido Socialista Obrero Español.

## Biografía
Estudió Ciencias Políticas y Derecho en la Universidad de Salamanca. Especializada en política latinoamericana tras cursar el Máster de Estudios del Instituto de Estudios de Iberoamérica y Portugal de la Universidad de Salamanca. Fue Profesora Asociada de Ciencia Política de dicha Universidad de 1999 a 2002 e investigadora del Instituto de Estudios de Iberoamérica y Portugal de la Universidad de Salamanca.
Su padre, José Diego, fue el primer alcalde democrático de Villamayor (Salamanca), municipio de la provincia de Salamanca, que estuvo en el cargo con sucesivas mayorías durante 20 años, pilotando la transformación de un pueblo de 600 habitantes a un municipio próspero que actualmente cuenta con cerca de 8.000 habitantes.
Elena Diego Castellanos se presenta por primera vez cómo candidata a la alcaldía de Villamayor en representación del Partido Socialista Obrero Español (PSOE) en el año 1999 con 26 años. En aquellas elecciones, pese a ser la lista más votada no gobernó, estando en la oposición como portavoz del PSOE en esa legislatura, siendo elegida Diputada y representando al PSOE de Salamanca durante este periodo en la Diputación Provincial de Salamanca.
Será en las elecciones municipales de 2003 cuando, con la mayoría absoluta en los comicios se convierte en la primera alcaldesa de este municipio cargo que compaginó  con el de parlamentaria autonómica en las Cortes de Castilla y León. Durante esta legislatura se inicia, bajo su mandato el nacimiento del Campus Villamayor de la Universidad de Salamanca y se crea uno de los Parques Científicos más importantes de España.
Gracias a su excelente labor en esa legislatura como alcaldesa, consiguió revalidar su mandato en las elecciones del 2007 con una mayoría absoluta muy amplia. En esa legislatura fue de nuevo Diputada en la Diputación Provincial de Salamanca como Viceportavoz del Grupo Socialista. Durante esa legislatura destaca al reconocimiento de la UNESCO a Villamayor, como Ciudad Amiga de la Infancia. En la FEMP, Federación Española de Municipios y Provincias fue miembro de la Comisión de Educación y representó a esta Institución en distintas Cumbres Iberoamericanas de Alcaldes y Alcaldesas, y en el Congreso de Poderes Locales de la UE, Unión Europea.
En las elecciones de noviembre de 2011 a Cortes Generales, fue elegida Senadora por Salamanca. Es en la actualidad Portavoz del Grupo Parlamentario Socialista en el Senado de Cooperación al Desarrollo y Viceportavoz Socialista de Igualdad en el Senado.
Dentro del PSOE de Salamanca ha sido  Secretaria provincial de ONGs y Movimientos Sociales, Secretaria provincial de Igualdad. También fue la Secretaria de Igualdad de la Ejecutiva Autonómica de PSOE de Castilla y León, y Vicesecretaria general del PSOE de Salamanca, hasta el 14º Congreso Provincial, cuando le tomó el relevo Miryam Tobal, en 2025.
En septiembre de 2012 es elegida por la revista Tiempo para representar a las mujeres que han cumplido los 40 años  en  un reportaje con la Princesa de Asturias, doña Letizia, titulado: "Generación Letizia".

## Cargos políticos
- Alcaldesa de Villamayor (La Armuña) (2003-2011)
- Diputada en la Diputación Provincial de Salamanca (1999-2003; 2007-2011)
- Procuradora en las Cortes de Castilla y León (2003-2007)
- Senadora en Cortes Generales de España (2011- actualmente)